# Le Loreur
Le Loreur – miejscowość i gmina we Francji, w regionie Normandia, w departamencie Manche.
Według danych na rok 1990 gminę zamieszkiwało 167 osób, a gęstość zaludnienia wynosiła 52 osoby/km² (wśród 1815 gmin Dolnej Normandii Loreur plasuje się na 719. miejscu pod względem liczby ludności, natomiast pod względem powierzchni na miejscu 1025.).